# Kozarno
Kozarno é um assentamento localizado no município de Brda na Eslovênia. Possuía uma população estimada de 46 habitantes em 2020.